# Luis Lacalle Pou
Luis Alberto Aparicio Alejandro Lacalle Pou (Montevideo, 11 de agosto de 1973) es un abogado y político uruguayo que se desempeñó como presidente de la República Oriental del Uruguay desde el 1 de marzo de 2020 hasta el 1 de marzo de 2025.
Hijo de Luis Alberto Lacalle Herrera, presidente de la República entre 1990 y 1995, Lacalle Pou se graduó en abogacía en la Universidad Católica del Uruguay en 1998. Se desempeñó como Representante Nacional por Canelones entre 2000 y 2015, ocupando el cargo de presidente de la Cámara de Representantes en el período 2012-2012. Fue además, entre 2015 y 2019, senador de la República. Se presentó por primera vez a la presidencia en 2014, siendo vencido por el oficialismo.
A finales de marzo de 2019 lanzó oficialmente su precandidatura para las elecciones internas de ese año, contienda en la que resultó vencedor en su partido. En la primera vuelta de las elecciones generales de 2019 obtuvo una votación cercana al 29 %. El 24 de noviembre obtuvo la victoria en la segunda vuelta frente a Daniel Martínez Villamil, candidato del Frente Amplio. Lacalle se impuso con el 50.79 % de los votos sobre su contrincante, que alcanzó el 49.21 % de los sufragios, consiguiendo el retorno del Partido Nacional a la presidencia de Uruguay desde que su padre asumiera el cargo en 1990. Asimismo, fue el presidente electo más joven desde el retorno a la democracia en 1985, con 46 años de edad al asumir el cargo en marzo de 2020.

## Biografía
Lacalle Pou nació el 11 de agosto de 1973, como hijo del matrimonio compuesto por Luis Alberto Lacalle y Julia Pou. Tiene dos hermanos, Pilar y Juan José. Es bisnieto del histórico dirigente nacionalista Luis Alberto de Herrera, y descendiente directo por línea materna del presidente colorado Joaquín Suárez. Posee ascendencia vasca por línea paterna.
Sus primeros años de vida transcurrieron en el barrio Pocitos. Sin embargo, a los dieciséis años se trasladó a la Residencia de Suárez y Reyes debido a la toma de posesión de su padre como presidente en 1990. A los 14 años, una consulta médica en Estados Unidos reveló que tenía un problema de hormonas de crecimiento. Se sometió a un tratamiento con inyecciones de hormonas que le permitió alcanzar una altura adulta de 1,70 metros.
Cursó sus estudios primarios y secundarios en el prestigioso colegio The British Schools del barrio Carrasco. Entre 1993 ingresó a la Universidad Católica del Uruguay, de la cual se graduó como abogado en 1998.No obstante, nunca ejerció la profesión.

## Trayectoria política

### Inicios
Lacalle Pou inició su carrera política tras las elecciones generales de 1999 en las que resultó electo Representante Nacional por el departamento de Canelones para la XLV Legislatura. En ese entonces fue electo como primer suplente de su madre, quien al ser también electa senadora de la República dejó su escaño en la cámara baja de la Asamblea General. En las elecciones internas de 2004 apoyó la precandidatura de su padre, quien fue derrotado por Jorge Larrañaga, que fue el candidato del partido en las elecciones generales. En dichos comicios, Lacalle Pou fue reelecto Representante Nacional para la XLVI Legislatura, que coincidió con el primer gobierno del Frente Amplio, encabezado por Tabaré Vázquez.

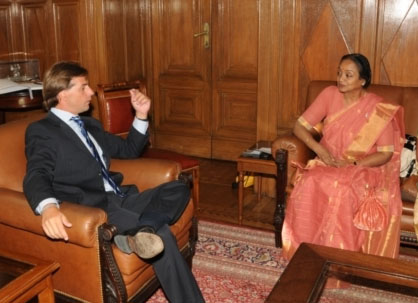
Lacalle Pou con la portavoz del Lok Sabha de India, Meira Kumar en el Palacio Legislativo de Montevideo, 2012

### Sector propio
Mientras se desempeñaba como Representante Nacional, lanzó en el departamento de Canelones, el sector político Aire Fresco, con la Lista 400. Posteriormente, en septiembre de 2008, la agrupación se extendería al departamento de Montevideo con la Lista 404. En las elecciones internas de 2009, la lista de Lacalle Pou fue la más votada del nacionalismo en el departamento de Canelones, y al mismo tiempo se presentó en varios departamentos con sus listas propias –Florida, Maldonado, Lavalleja y en la capital del país, Montevideo–, logrando un caudal de votos muy importante, lo que a la postre le significaría liderar una agrupación nacional. En las elecciones generales de 2009 fue reelecto Representante Nacional para la XLVII Legislatura, como integrante de Unidad Nacional, que nucleaba al Herrerismo y Correntada Wilsonista.
Durante 2011, presidió la Cámara de Representantes, lo cual aumentó su perfil público.Logró, por primera vez desde el retorno a la democracia en el país, un ahorro para la Cámara baja de poco más de 2,5 millones de dólares estadounidenses. Dinero que por «razones de buena administración» fue reintegrado a Rentas Generales, por créditos no utilizados en el ejercicio 2011. Asimismo, implementó la transmisión audiovisual de las sesiones parlamentarias, mediante un canal web de acceso libre, y creó cuentas en Facebook y Twitter para difundir las actividades de la cámara.
Como integrante de la oposición, se mostró contrario a las leyes más emblemáticas de los gobiernos de izquierda, tales como, el matrimonio entre personas del mismo sexo, y la regulación de la jornada laboral de los trabajadores agrícolas. Respecto a la despenalización del aborto, Lacalle Pou apoyó la consulta popular que buscaba habilitar un referéndum, para derogar en su totalidad la ley N° 18.987. Una vez en el gobierno, ratificó su postura en contra del aborto, sin embargo, remarcó que no derogaría la ley existente.

### Candidatura departamental de 2010
El 20 de diciembre de 2009 lanzó su candidatura a Intendente de Canelones, bajo el eslogan "Canelones de interés nacional". En las elecciones departamentales y municipales de 2010 obtuvo el 63,89 % de los votos dentro de la interna del Partido Nacional pero apenas el 22,82 % de los votos a nivel departamental debido al sistema de doble voto simultáneo. Fue derrotado por el entonces intendente Marcos Carámbula, candidato único del Frente Amplio, que fue reelecto en el cargo con una adhesión del 52,49 %.

### Candidatura presidencial de 2014

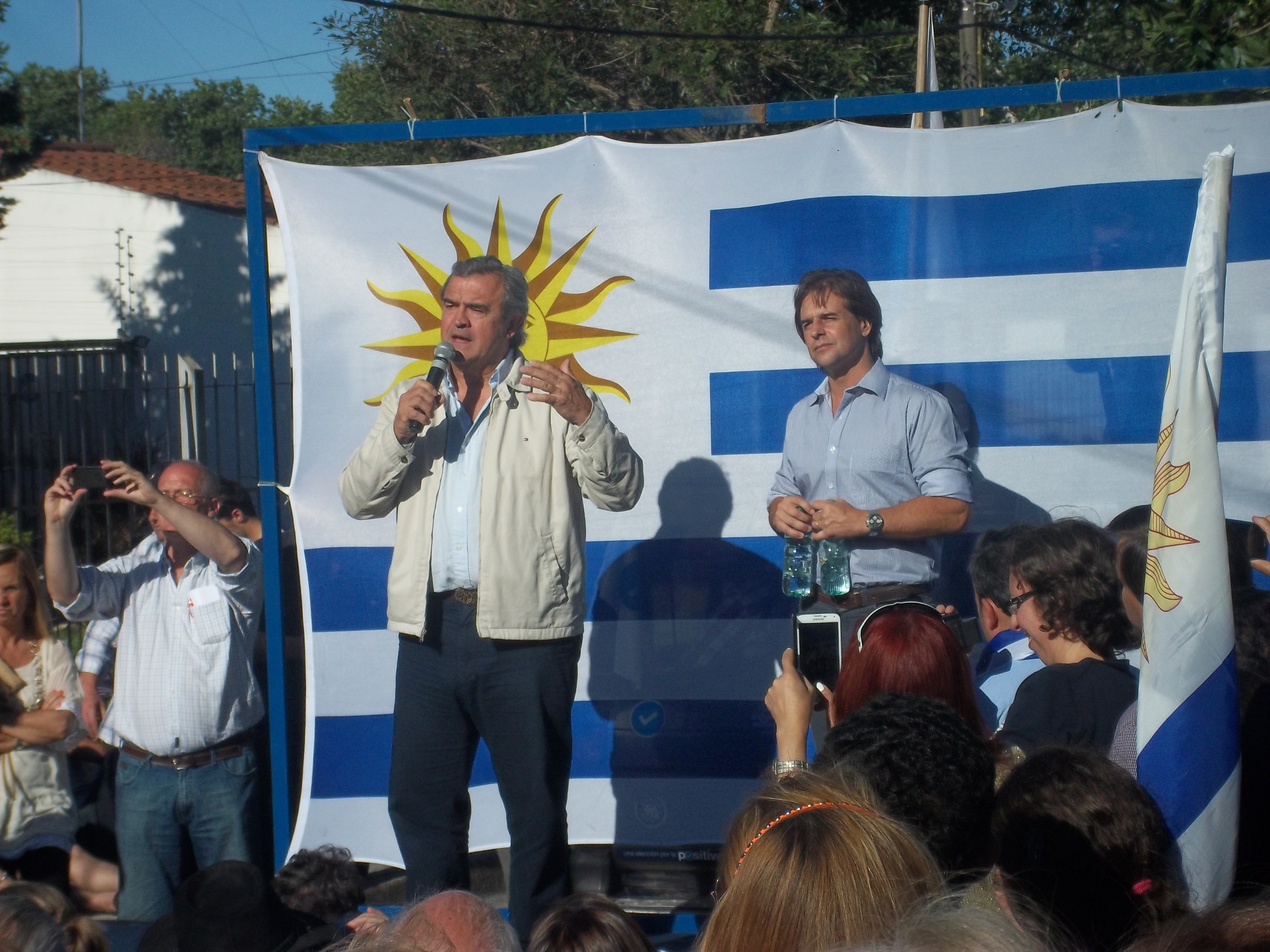
Luis Lacalle Pou junto a Jorge Larrañaga en un acto en Colón, Montevideo en noviembre de 2014.

En 2013, Lacalle Pou fue proclamado como precandidato a la presidencia de la República por el sector Todos Hacia Adelante, grupo integrado por varios sectores del Partido Nacional que se presentó en junio de 2013, como sucesor de Unidad Nacional. Su precandidatura fue oficialmente lanzada, el domingo 30 de marzo de 2014, en el Palacio Peñarol. Pocos días después recibió el apoyo de Sergio Abreu, que retiró su precandidatura.
En las elecciones internas del 1 de junio, resultó ganador con un 54.3 % sobre Jorge Larrañaga y por consiguiente, fue ungido candidato único a la presidencia por el Partido Nacional de cara a las elecciones generales. Jorge Larrañaga aceptó el pedido de Lacalle Pou y Alianza Nacional para complementar la fórmula, y fue el candidato a vicepresidente. Durante la campaña electoral participó del Ateneo de Presidenciables. En las elecciones generales del 26 de octubre obtuvo el 30.88 % de los votos y fue electo senador de la República como cabeza de la Lista 400 en el departamento de Canelones.
Debido a que ninguna fórmula presidencial alcanzó la mayoría absoluta de los votos, se realizó una segunda vuelta electoral, en la que la fórmula Lacalle Pou-Larrañaga fue derrotada por la fórmula del Frente Amplio compuesta por Tabaré Vázquez y Raúl Sendic Rodríguez.

### Candidatura presidencial de 2019

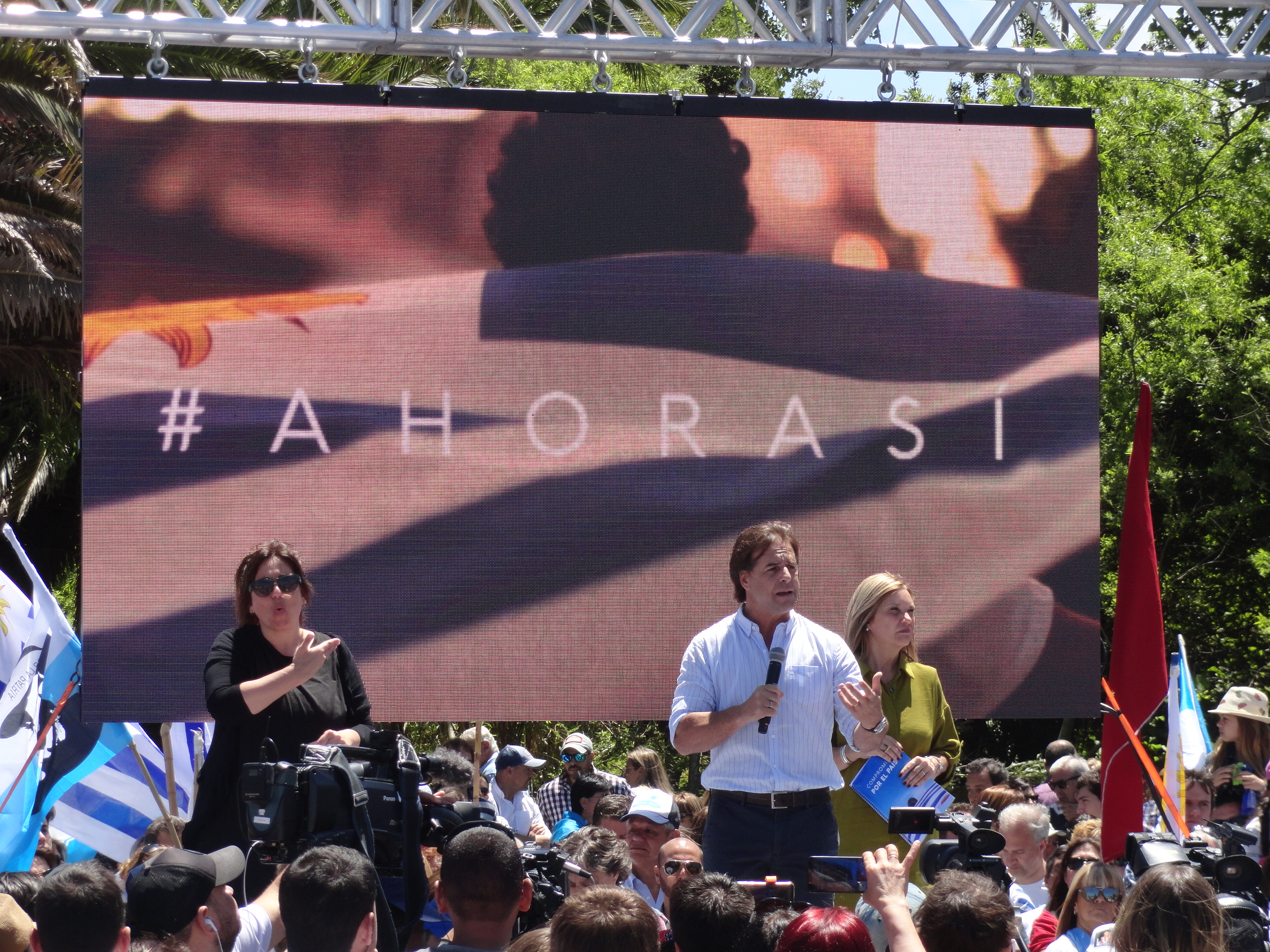
Luis Lacalle Pou junto a Beatriz Argimón en un acto en Molino de Pérez, Montevideo, en noviembre de 2019.

Pese a la derrota electoral en 2014, comenzó a prepararse de cara a las siguientes elecciones presidenciales ya desde 2015. La primera experiencia como postulante presidencial fue decisiva para madurar como candidato y trazarse una agenda que siguió con esmero. El 30 de marzo de 2019 lanzó oficialmente su precandidatura presidencial en el Estadio Alfredo Víctor Viera del barrio Prado.
En las elecciones internas de 2019, compitió contra los también precandidatos Jorge Larrañaga, Juan Sartori, Enrique Antía y Carlos Iafigliola. Lacalle Pou se impuso por el 53 % de los votos y en la misma noche del 30 de junio presentó a Beatriz Argimón, entonces presidenta del Partido Nacional, como candidata a la vicepresidencia, conformando así la fórmula para las elecciones generales. El 12 de agosto, renunció a su escaño en la Cámara de Senadores, y un día más tarde, comenzó la primera gira nacional por el interior del país.
En la primera vuelta de las elecciones presidenciales de 2019, realizada el domingo 27 de octubre de 2019, obtuvo el segundo puesto con alrededor del 29 % de los votos. Tras conocerse las proyecciones de resultados, Ernesto Talvi, Guido Manini Ríos, Pablo Mieres y Edgardo Novick, candidatos del Partido Colorado, Cabildo Abierto, Partido Independiente y el Partido de la Gente dieron su apoyo a Lacalle Pou. El 5 de noviembre se presentó el «Compromiso por el País», un documento base de acuerdo programático estos partidos, que conformaron la Coalición Multicolor de cara a la segunda vuelta.
El domingo 24 de noviembre de 2019 se enfrentó a la fórmula Daniel Martínez Villamil-Graciela Villar Núñez en la segunda vuelta electoral, donde obtuvo una leve ventaja sobre su rival, pero la Corte Electoral no se apresuró a declararlo ganador; hubo que realizar el recuento de votos durante toda la semana siguiente. En efecto, la diferencia era muy pequeña, menor a la cantidad de votos observados (que no son contabilizados en el escrutinio primario), por lo que la fórmula ganadora se determinó tras la realización del escrutinio departamental. Sobre el mediodía del 28 de noviembre, el escrutinio mostró una diferencia «irreversible» a favor de Lacalle Pou; el excandidato Martínez lo felicitó a través de su cuenta de la red social Twitter, como futuro presidente de la república para el período 2020-2025. Finalmente, Martínez visitó a Lacalle Pou, el viernes 29, y el sábado 30 tuvo lugar el primer discurso como presidente electo ante una multitud reunida en el parador Kibon, sobre la Rambla de Buceo.

## Presidencia (2020-2025)

### Asunción

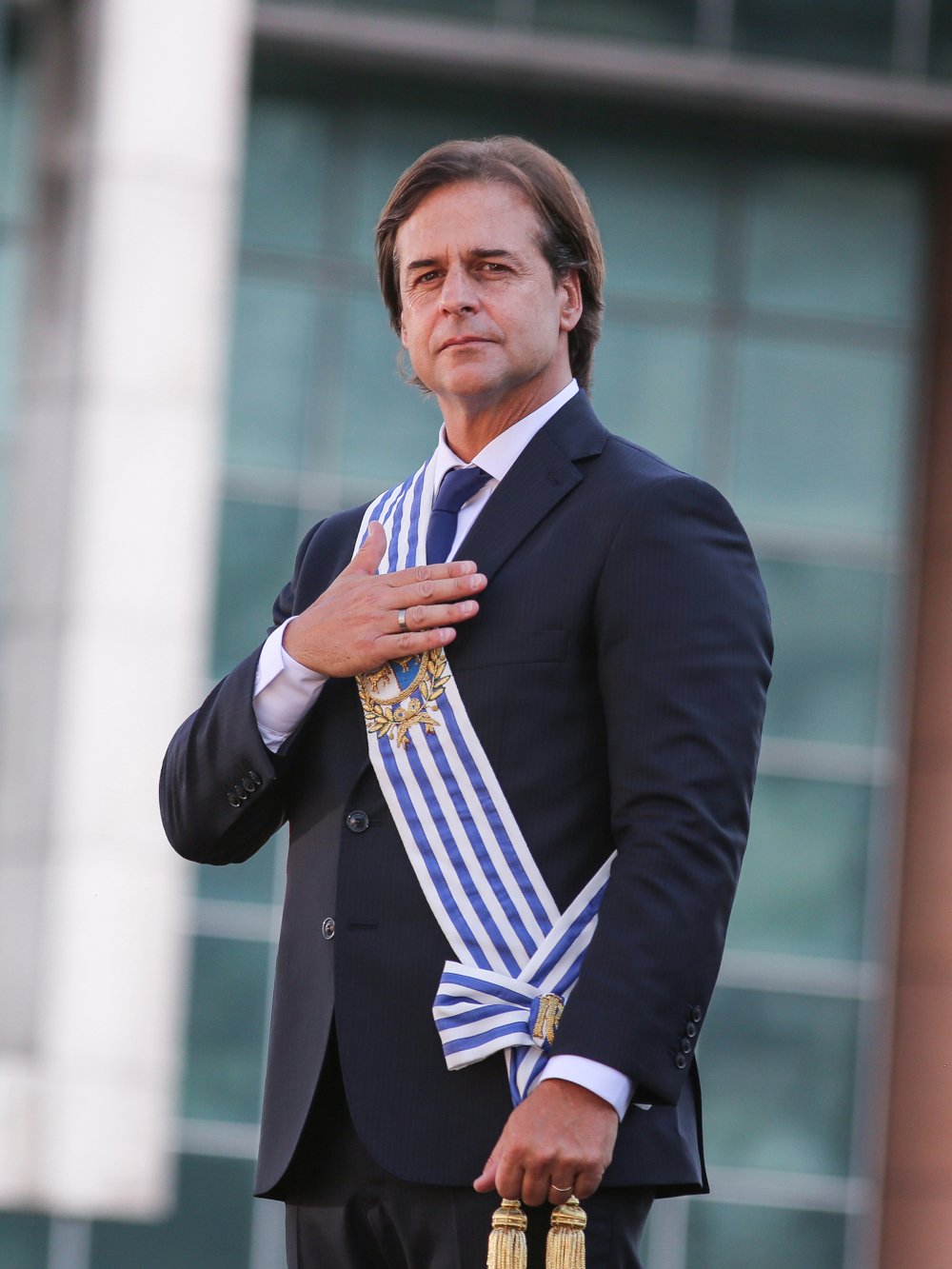
Lacalle Pou durante su asunción como presidente (2020).

El 1 de marzo de 2020, Lacalle Pou y Beatriz Argimón asumieron sus cargos como presidente y vicepresidenta de la República, respectivamente. Tras el juramento constitucional ante la Asamblea General en el Palacio Legislativo, desfilaron por la Avenida del Libertador en un Ford V8 descapotable de 1937, que perteneció a su bisabuelo Luis Alberto de Herrera. El recorrido finalizó en la Plaza Independencia, donde recibió del presidente saliente Tabaré Vázquez la banda presidencial.

### Gabinete de Ministros
El 16 de diciembre de 2019, previo a su asunción, el presidente electo anunció su futuro gabinete, a ser integrado por miembros de la Coalición Multicolor.
| Gabinete del gobierno de Luis Lacalle Pou         | Gabinete del gobierno de Luis Lacalle Pou | Gabinete del gobierno de Luis Lacalle Pou | Gabinete del gobierno de Luis Lacalle Pou | Gabinete del gobierno de Luis Lacalle Pou    |
| Ministerio                                        | Titular                                   | Partido                                   | Partido                                   | Período                                      |
| ------------------------------------------------- | ----------------------------------------- | ----------------------------------------- | ----------------------------------------- | -------------------------------------------- |
| Ministerio de Ambiente                            | Adrián Peña                               |                                           | Colorado                                  | 27 de agosto de 2020 - 30 de enero de 2023   |
| Ministerio de Ambiente                            | Robert Bouvier                            |                                           | Colorado                                  | 30 de enero de 2023 - 1° de marzo de 2025    |
| Ministerio de Defensa Nacional                    | Javier García                             |                                           | Nacional                                  | 1 de marzo de 2020 - 4 de marzo de 2024      |
| Ministerio de Defensa Nacional                    | Armando Castaingdebat                     |                                           | Nacional                                  | 4 de marzo de 2024 - 1 de marzo de 2025      |
| Ministerio de Desarrollo Social                   | Pablo Bartol                              |                                           | Nacional                                  | 1 de marzo de 2020 - 3 de mayo de 2021       |
| Ministerio de Desarrollo Social                   | Martín Lema                               |                                           | Nacional                                  | 3 de mayo de 2021 - 4 de marzo de 2024       |
| Ministerio de Desarrollo Social                   | Alejandro Sciarra                         |                                           | Nacional                                  | 4 de marzo de 2024 - 1 de marzo de 2025      |
| Ministerio de Economía y Finanzas                 | Azucena Arbeleche                         |                                           | Nacional                                  | 1 de marzo de 2020 - 1 de marzo de 2025      |
| Ministerio de Educación y Cultura                 | Pablo da Silveira                         |                                           | Nacional                                  | 1 de marzo de 2020 - 1 de marzo de 2025      |
| Ministerio de Ganadería, Agricultura y Pesca      | Carlos María Uriarte                      |                                           | Colorado                                  | 1 de marzo de 2020 - 27 de junio de 2021     |
| Ministerio de Ganadería, Agricultura y Pesca      | Fernando Mattos                           |                                           | Colorado                                  | 27 de junio de 2021 - 1 de marzo de 2025     |
| Ministerio de Industria, Energía y Minería        | Omar Paganini                             |                                           | Nacional                                  | 1 de marzo de 2020 - 6 de noviembre de 2023  |
| Ministerio de Industria, Energía y Minería        | Elisa Facio                               |                                           | Nacional                                  | 6 de noviembre de 2023 - 1 de marzo de 2025  |
| Ministerio del Interior                           | Jorge Larrañaga                           |                                           | Nacional                                  | 1 de marzo de 2020 - 22 de mayo de 2021      |
| Ministerio del Interior                           | Luis Alberto Heber                        |                                           | Nacional                                  | 24 de mayo de 2021 - 6 de noviembre de 2023  |
| Ministerio del Interior                           | Nicolás Martinelli                        |                                           | Nacional                                  | 6 de noviembre de 2023 - 1 de marzo de 2025  |
| Ministerio de Relaciones Exteriores               | Ernesto Talvi                             |                                           | Colorado                                  | 1 de marzo de 2020 - 1 de julio de 2020      |
| Ministerio de Relaciones Exteriores               | Francisco Bustillo                        |                                           | Político no partidario                    | 6 de julio de 2020 - 1 de noviembre de 2023  |
| Ministerio de Relaciones Exteriores               | Omar Paganini                             |                                           | Nacional                                  | 6 de noviembre de 2023 - 1 de marzo de 2025  |
| Ministerio de Salud Pública                       | Daniel Salinas                            |                                           | Cabildo Abierto                           | 1° de marzo de 2020 - 13 de marzo de 2023    |
| Ministerio de Salud Pública                       | Karina Rando                              |                                           | Cabildo Abierto                           | 13 de marzo de 2023 - 1 de marzo de 2025     |
| Ministerio de Trabajo y Seguridad Social          | Pablo Mieres                              |                                           | Independiente                             | 1 de marzo de 2020 - 2 de mayo de 2024       |
| Ministerio de Trabajo y Seguridad Social          | Mario Arizti                              |                                           | Nacional                                  | 2 de mayo de 2024 - 1 de marzo de 2025       |
| Ministerio de Transporte y Obras Públicas         | Luis Alberto Heber                        |                                           | Nacional                                  | 1 de marzo de 2020 - 24 de mayo de 2021      |
| Ministerio de Transporte y Obras Públicas         | José Luis Falero                          |                                           | Nacional                                  | 25 de mayo de 2021 - 1 de marzo de 2025      |
| Ministerio de Turismo                             | Germán Cardoso                            |                                           | Colorado                                  | 1 de marzo de 2020 - 22 de agosto de 2021    |
| Ministerio de Turismo                             | Tabaré Viera                              |                                           | Colorado                                  | 23 de agosto de 2021 - 11 de marzo de 2024   |
| Ministerio de Turismo                             | Eduardo Sanguinetti                       |                                           | Colorado                                  | 11 de marzo de 2024 - 1 de marzo de 2025     |
| Ministerio de Vivienda y Ordenamiento Territorial | Irene Moreira                             |                                           | Cabildo Abierto                           | 1 de marzo de 2020 - 5 de mayo de 2023       |
| Ministerio de Vivienda y Ordenamiento Territorial | Raúl Lozano                               |                                           | Cabildo Abierto                           | 9 de mayo de 2023 - 1 de marzo de 2025       |
| Secretaría                                        | Titular                                   | Partido                                   | Partido                                   | Período                                      |
| Secretaría de Deporte                             | Sebastián Bauzá                           |                                           | Nacional                                  | 1 de marzo de 2020 - 1 de marzo de 2025      |
| Secretaría de Presidencia                         | Álvaro Delgado                            |                                           | Nacional                                  | 1 de marzo de 2020 - 21 de diciembre de 2023 |
| Secretaría de Presidencia                         | Rodrigo Ferrés                            |                                           | Nacional                                  | 21 de diciembre de 2023 - 1 de marzo de 2025 |
| Prosecretaría de Presidencia                      | Rodrigo Ferrés                            |                                           | Nacional                                  | 1 de marzo de 2020 - 21 de diciembre de 2023 |
| Prosecretaría de Presidencia                      | Mariana Cabrera                           |                                           | Nacional                                  | 21 de diciembre de 2023 - 1 de marzo de 2025 |
| Oficina de Planeamiento y Presupuesto             | Isaac Alfie                               |                                           | Colorado                                  | 1 de marzo de 2020 - 15 de diciembre de 2023 |
| Oficina de Planeamiento y Presupuesto             | Fernando Blanco                           |                                           | Nacional                                  | 15 de diciembre de 2023 - 1 de marzo de 2025 |

### Política interior
Durante la campaña electoral, Lacalle Pou anunció que, en caso de ser electo presidente, una de sus primeras medidas sería enviar a la Asamblea General un proyecto de ley con el rótulo constitucional de «urgente consideración», que abarcaría temáticas variadas como economía, seguridad pública, vivienda y educación.  La declaración de «urgente consideración» es una prerrogativa del Poder Ejecutivo que permite remitir al Parlamento un proyecto de ley con un plazo perentorio de 90 días, vencido el cual queda aprobado en forma ficta si el Legislativo no se expide en contrario. El 13 de marzo de 2020 (a menos de dos semanas de comenzado el gobierno de Lacalle) el Ministerio de Salud Pública anunció la detección de los primeros casos de coronavirus en Uruguay. Las medidas sanitarias preventivas impuestas por el gobierno demoraron la presentación del proyecto, que finalmente ingresó formalmente al parlamento el 23 de abril de 2020.
Tras su estudio parlamentario, el proyecto fue finalmente aprobado el 8 de julio de 2020 por la Cámara de Senadores, y promulgado por Lacalle el día siguiente. Tras su entrada en vigor, el Frente Amplio, la principal fuerza opositora, junto con la central sindical PIT-CNT iniciaron una recolección de firmas del 25% de los inscriptos habilitados para votar –según lo dispuesto en el Artículo 79 de la Constitución– para derogar mediante referéndum, 135 artículos de la misma. En diciembre de 2021, la Corte Electoral confirmó que se alcanzaron las firmas necesarias y convocó a un referéndum para el 27 de marzo de 2022. En esta instancia, resultó ganadora la opción de no derogar, y consiguiente, los 135 artículos fueron mantenidos.
En las primeras semanas de iniciado el mandato presidencial, se debió comenzar a hacer frente a la pandemia de COVID-19, seguida por la declaración de una emergencia sanitaria y la adopción de varias medidas excepcionales. Abogando por una "libertad responsable", Lacalle Pou se negó a implementar confinamientos obligatorios sobre la población. Durante todo el 2020, el país no experimentó grandes olas de contagio. Sin embargo, a mediados de 2021 se produjo un aumento exponencial en las cifras nuevos casos positivos, activos y los fallecidos. La vacunación contra la enfermedad inició en marzo de 2021 y en poco tiempo, Uruguay se convirtió en uno de los países con mayor porcentaje de vacunados en el mundo. A inicios de abril de 2022 el gobierno levantó el "Estado de Emergencia Sanitaria".

### Política exterior

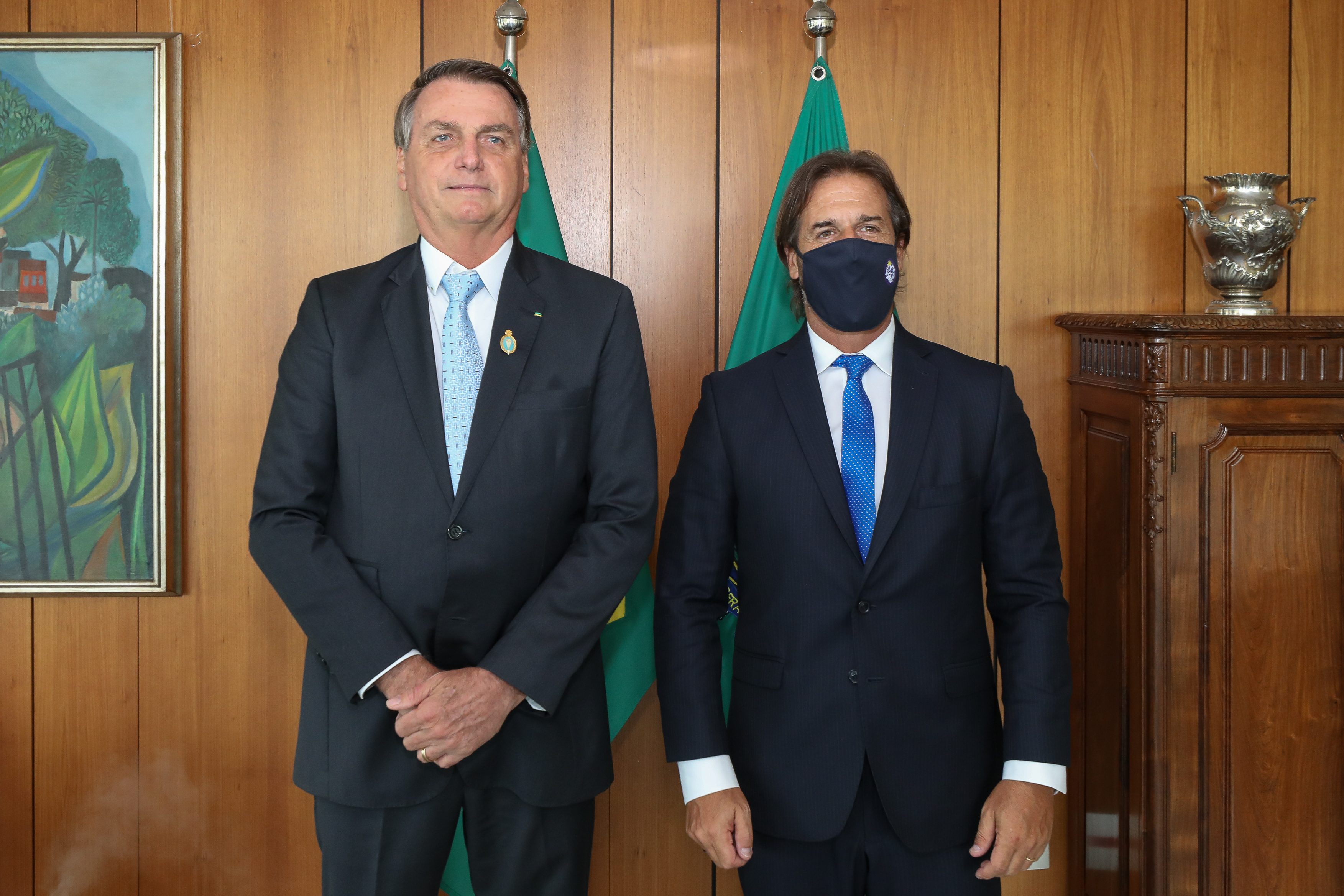
Lacalle Pou con Jair Bolsonaro en febrero de 2021

Tras asumir el cargo de Presidente de la República, Lacalle Pou condenó el gobierno de Nicolás Maduro en Venezuela, calificándolo de «dictador». Además, no lo invitó a su toma de posesión del cargo, afirmando «No estoy dispuesto a que en nuestra asunción esté el dictador Maduro. Es una decisión personal, de la cual me hago cargo. Esto no es Cancillería, esto no es protocolo, esta es mi persona que tomó esta decisión». Tampoco se invitó al Presidente de Cuba ni al de Nicaragua.

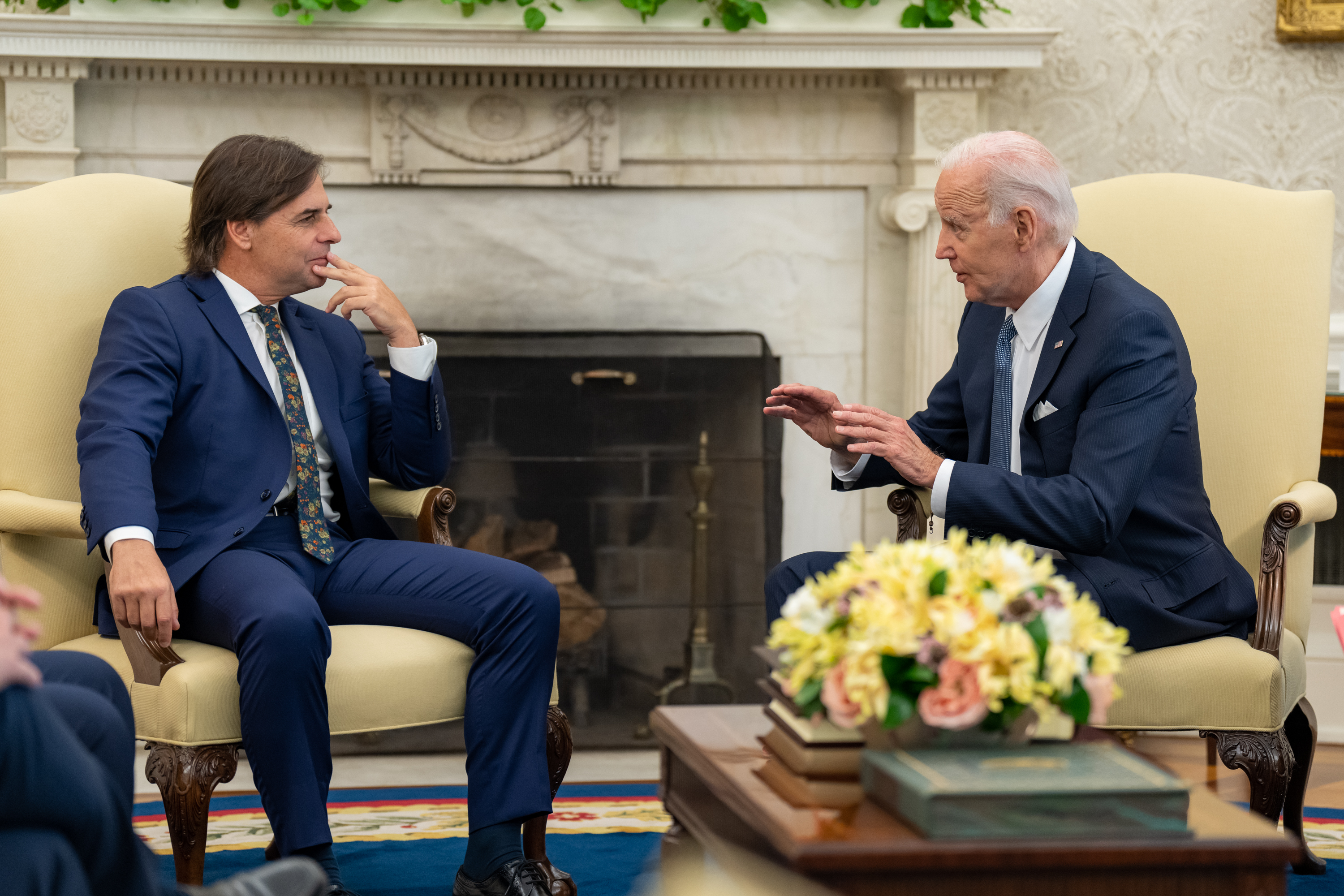
Lacalle Pou con Joe Biden en junio de 2023

Su gobierno anunció el retiro de Uruguay de la Unión de Naciones Suramericanas (UNASUR), argumentando que se trata de una «organización que devino en una alianza política ideológica contraria a los objetivos de vinculación del país». Asimismo, se informó que el país regresaría al Tratado Interamericano de Asistencia Recíproca (TIAR) y que el gobierno apoyaría a Luis Almagro en la reelección al cargo de Presidente de la Organización de los Estados Americanos (OEA).
El 2 de julio de 2020 el gobierno de Paraguay, mediante su presidente Mario Abdo Benítez, entregó al presidente Lacalle Pou la presidencia del Mercado Común del Sur (MERCOSUR) —bloque comercial integrado por Argentina, Brasil, Paraguay, y Uruguay—. Durante su discurso sostuvo: «El Mercosur tiene el deber de terminar lo que ha empezado [...] Tenemos que firmar el acuerdo comercial con la Unión Europea». Como parte de la política exterior de su gobierno, Lacalle se ha mostrado partidario de flexibilizar las reglas del Mercosur, como el arancel externo común, así como ampliar la zona de libre comercio por fuera del bloque. Una de las mayores medidas en ese sentido ha sido anunciar un tratado de libre comercio con la República Popular China.

## Postpresidencia
En las elecciones generales de 2024, Lacalle Pou encabezó todas las listas electorales del Partido Nacional a la Cámara de Senadores, resultando electo Senador de la República para la L Legislatura (2025-2030). No obstante, a inicios de enero de 2025 anunció que no asumiría el cargo y que renunciaría a su escaño.
El 17 de marzo de 2025, realizó su primera aparición pública tras concluir su mandato presidencial, participando en un acto de recaudación de fondos en apoyo a la candidatura de Martín Lema a la Intendencia de Montevideo, de cara a las elecciones departamentales. A fines de abril, fue recibido en la Casa Vaeza, sede del Partido Nacional, donde participó en una reunión del Directorio, retomando su vinculación con la actividad partidaria por primera vez desde que asumió la presidencia de la República en 2020. Asimismo, el Centro de Estudios para el Desarrollo (CED), un think tank especializado en asuntos políticos y económicos del Uruguay, lo presentó como su nuevo asesor junior.

## Vida privada
Lacalle Pou contrajo matrimonio con Lorena Ponce de León, el 9 de junio de 2000, en una ceremonia oficiada por Daniel Sturla en la Catedral Metropolitana de Montevideo. Tienen tres hijos: Luis Alberto, Violeta y Manuel. Luis y Violeta nacieron por fecundación in vitro, siendo los primeros mellizos nacidos mediante esa práctica en Uruguay.
En mayo de 2022, Ponce de León y Lacalle Pou anunciaron que resolvieron separarse; anteriormente habían tenido una breve separación en 2011. En mayo de 2023 anunciaron una reconciliación de la pareja, sin embargo, en julio de ese año confirmaron nuevamente su separación. En enero de 2024 se anunció que ambos habían comenzado el proceso de divorcio. El 17 de junio de 2024 culmina el proceso de divorcio de común acuerdo.
Practica surf desde la década de los ochenta.
Durante su campaña para las elecciones de 2019, de las que resultaría ganador, Lacalle Pou reconoció públicamente, en varias oportunidades, el consumo esporádico de drogas ilícitas durante su adolescencia. Específicamente la cocaína y la marihuana, aunque aclaró que nunca tuvo ningún problema de adicción.
En abril de 2024 se informó que su patrimonio había crecido un 60,9% durante su presidencia, basándose en sus declaraciones juradas entre 2020 y 2024.